# 24201 Davidkeith
24201 Davidkeith è un asteroide della fascia principale. Scoperto nel 1999, presenta un'orbita caratterizzata da un semiasse maggiore pari a 2,3520325 UA e da un'eccentricità di 0,0849332, inclinata di 6,74219° rispetto all'eclittica.